# 蒂尔迪讷河畔蓬沙拉
蒂尔迪讷河畔蓬沙拉（法語：Pontcharra-sur-Turdine，法語發音：[pɔ̃ʃaʁa syʁ tyʁdin]）是法国罗讷省的一个旧市镇，属于索恩河畔自由城区。2019年，蒂尔迪讷河畔蓬沙拉与临近的3个市镇合并为新市镇蒂尔迪讷河畔万德里，蒂尔迪讷河畔蓬沙拉为新市镇行政中心。

## 地理
蒂尔迪讷河畔蓬沙拉（45°52'27"N, 4°29'24"E）面积4.73 平方千米，位于法国奥弗涅-罗讷-阿尔卑斯大区罗讷省，该省份为法国中东部省份，北起顺时针与索恩-卢瓦尔省、安省、里昂大都会、伊泽尔省和卢瓦尔省接壤。
与蒂尔迪讷河畔蓬沙拉接壤的市镇（或旧市镇、城区）包括：圣卢、莱索尔姆、圣福尔热、圣罗曼德波佩。

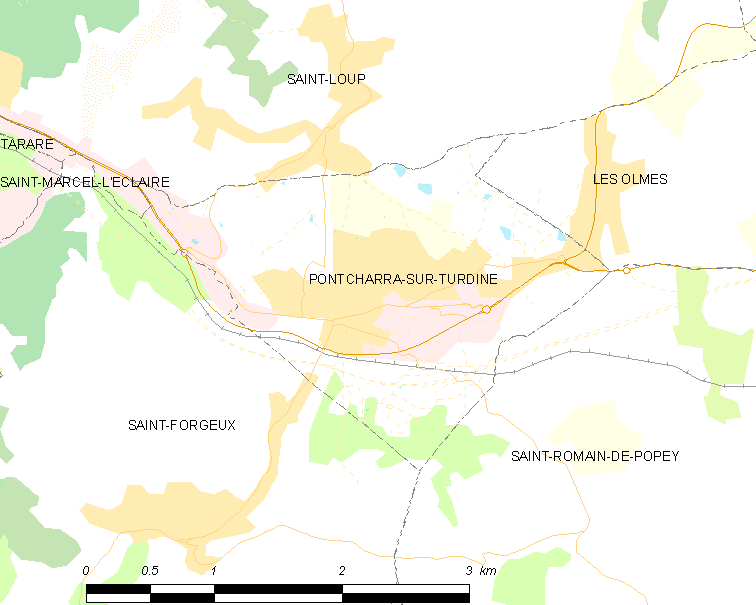
蒂尔迪讷河畔蓬沙拉的OSM定位图

蒂尔迪讷河畔蓬沙拉的时区为UTC+01:00、UTC+02:00（夏令时）。

## 行政
蒂尔迪讷河畔蓬沙拉的邮政编码为69490，INSEE市镇编码为69157。

## 政治
蒂尔迪讷河畔蓬沙拉所属的省级选区为塔拉尔县。

## 人口

1962-2008年间蒂尔迪讷河畔蓬沙拉人口变化图示

蒂尔迪讷河畔蓬沙拉于2018年1月1日时的人口数量为2764人。